# Hope Mills
Hope Mills – miasto w Stanach Zjednoczonych, w stanie Karolina Północna, w hrabstwie Cumberland.